# اشلی رابرتس
 اشلی رابرتس (انگلیسی: Ashley Allyn Roberts؛ ۱۴ سپتامبر ۱۹۸۱) یک خواننده، هنرپیشه، و مانکن (فرد) اهل ایالات متحده آمریکا است. وی از سال ۲۰۰۱ میلادی تاکنون مشغول فعالیت بوده‌است.

## گزیده فیلمشناسی
از فیلم‌ها یا برنامه‌های تلویزیونی که وی در آن نقش داشته‌است می‌توان به آثار زیر اشاره کرد.
- آرزوهای بزرگ (سریال انیمیشنی) (2012)
- ۹۰۲۱۰ (مجموعه تلویزیونی) (2012)
- شبکه دبلیودبلیوئی (2014)